# Aeródromo de Tinogasta
El Aeródromo Héroes de Malvinas Cabo Mario R. Castro (Código OACI:SANI) es un aeropuerto de carácter público ubicado 3 km al noroeste de la ciudad de Tinogasta, provincia de Catamarca, Argentina.
El mismo se encuentra operativo. Tras un abandono de 30 años fue reparado y reasfaltado. Cuenta con una pista de 1600 m de largo por 23 m de ancho con cabecera de giro. Fue reinaugurado el 14 de octubre de 2021. El mismo está en condiciones de prestación de vuelos comerciales de pequeño y mediano porte.
El Servicio Meteorológico Nacional posee una estación meteorológica en el aeropuerto.